# Cigarettkort

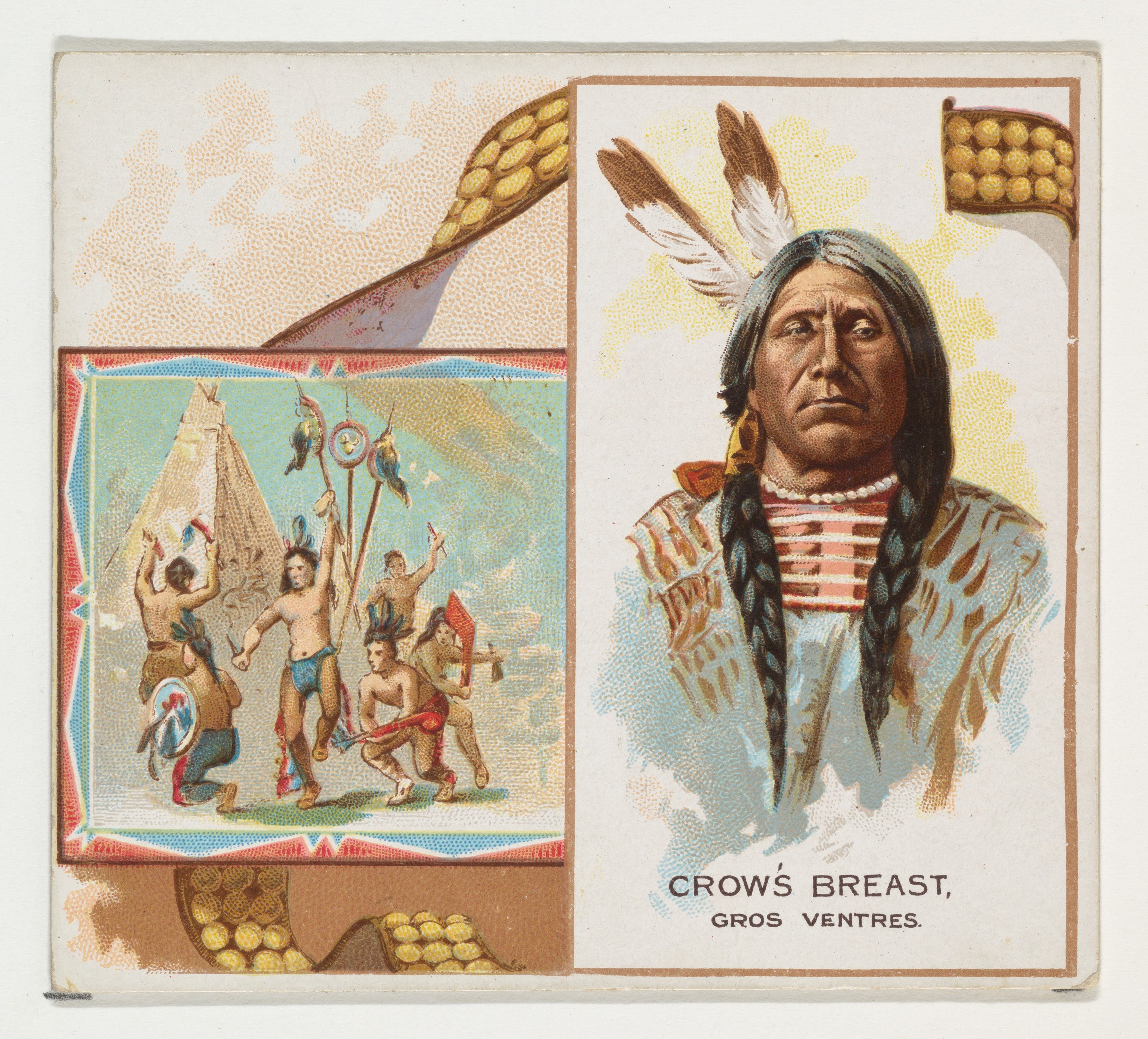
En hövding från Gros Ventre porträtterad på ett cigarettkort från Allen & Ginter 1888.

Cigarettkort är samlarbilder som utfärdats av tobakstillverkare för att främja försäljningen av cigarettpaket och göra tobaksreklam.
Mellan 1875 och 1940-talet inkluderade cigarettföretag ofta samlarkort i sina cigarettpaket. Cigarettkortsuppsättningar dokumenterar populärkulturen från sekelskiftet och visar ofta den tidens skådespelare och sportstjärnor.

## Historia
Från och med 1875 utfärdades kort med skådespelerskor, basebollspelare, indianhövdingar, boxare, flaggor eller vilda djur av det USA-baserade tobaksföretaget Allen & Ginter. Dessa anses vara några av de första cigarettkorten. Andra tobaksföretag som Goodwin & Co. hakade inom kort på trenden. Cigarettkortens popularitet spred sig från USA till bland annat Storbritannien, och flertalet andra länder.
1887 i Storbritannien var W.D. & H.O. Wills  ett av de första företagen som skickade med kort med sina cigaretter, men det var när John Player & Sons producerade serien "Slott och kloster" (Castles and Abbeys) 1893, som den fick allmänt intresse.
Thomas Ogden följde snart 1894 och 1895 producerade Wills sin första serie 'Ships and Sailors', följt av 'Cricketers' 1896. År 1906 producerade Ogdens en serie fotbollskort, som visade fotbollsspelare i sina klubbfärger. Detta var några av de första färgbilderna.
Varje serie bestod vanligtvis av 25 eller 50 kort, även om man känner till serier på över 100 kort. Populära teman var "beauties" (kända skådespelerskor, filmstjärnor och modeller), sport (i USA främst baseboll, i resten av världen främst fotboll och cricket), natur, militärhjältar och uniformer, heraldik och stadsvyer.
Imperial Tobacco Canada tillverkade de första ishockeykorten någonsin för den första NHL-säsongen 1917. Det fanns totalt 36 kort i uppsättningen, på varje kort var en bild på en spelare. Efter första världskriget utfärdades endast en serie hockeykort mellan 1924 och 1925.
År 2000 började Doral, ett varumärke ägt av R.J. Reynolds Tobacco Company, att skicka med cigarettkort. Dessa var de första cigarettkorten från en större tillverkare sedan 1940-talet,  även om det lilla företaget Carreras i Storbritannien skickade med cigarettkort med cigarettmärket Turf under en kort period på 1950- och 1960-talet. Dessutom har kortliknande kuponger med specialerbjudanden ofta inkluderats i cigarettpaket genom åren.
Den första uppsättningen kort i serien "Doral Celebrate America" innehöll de 50 delstaterna i två utgåvor, 2000 och 2001. Senare teman inkluderade amerikanska festivaler, bilar, nationalparker och evenemang från 1900-talet.
Natural American Spirit, ett annat varumärke ägt av R.J. Reynolds Tobacco Company, inkluderade även cigarettkort på sina förpackningar, med information om saker som vindkraft, mångfald och jordbrukare.
Philip Morris USA började inkludera cigarettkort med "information för rökare" i vissa förpackningar. Ett kort ger information om att sluta röka och ett annat kort säger att cigaretterna "Light", "Ultra Light", "Mild", "Medium" och "Low Tar" är lika skadliga som vanliga cigaretter.

## Galleri

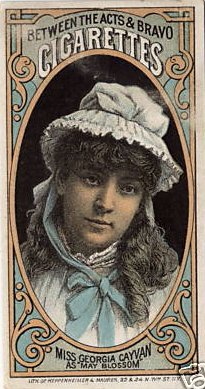
Skådespelaren Georgia Cayvan, c. 1882
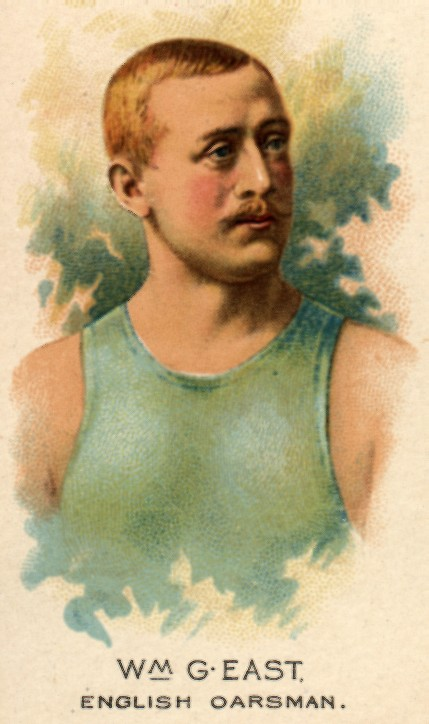
Bill East, Engelsk roddare, c. 1885
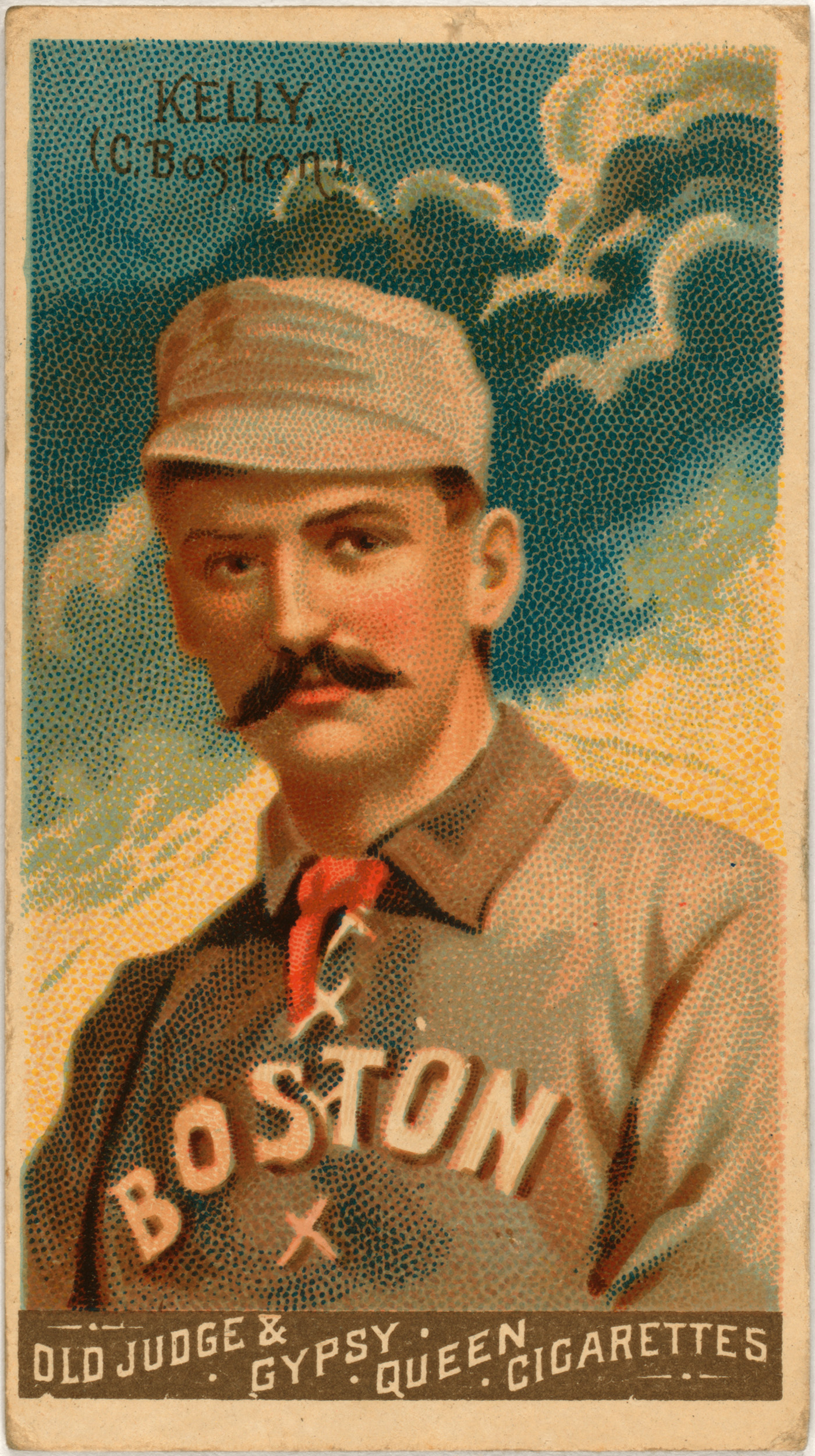
King Kelly (Goodwin & Company Cigarettes 1888)
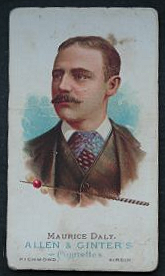
Maurice Daly, amerikansk biljardchampion, 1888
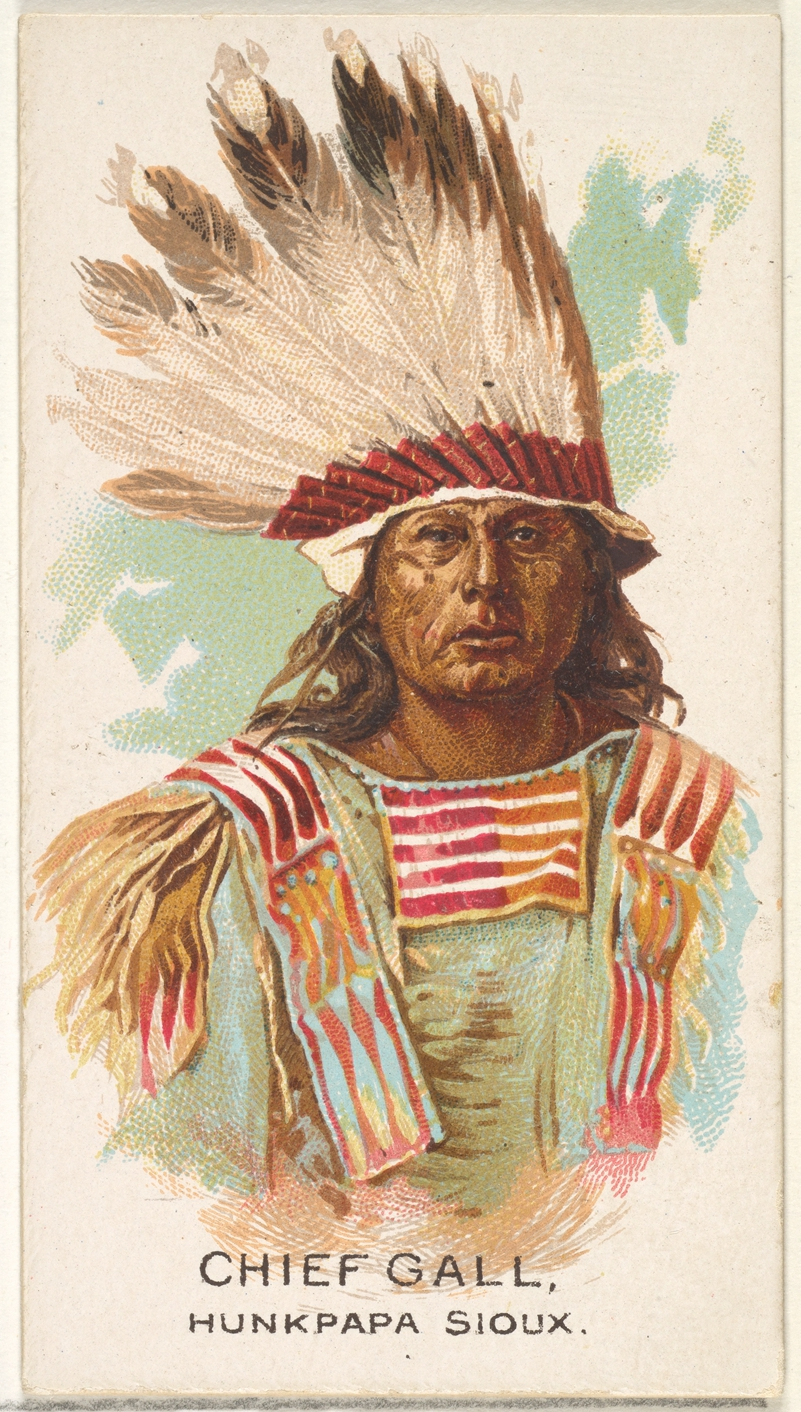
Hövding Gall (Allen & Ginter, 1888)
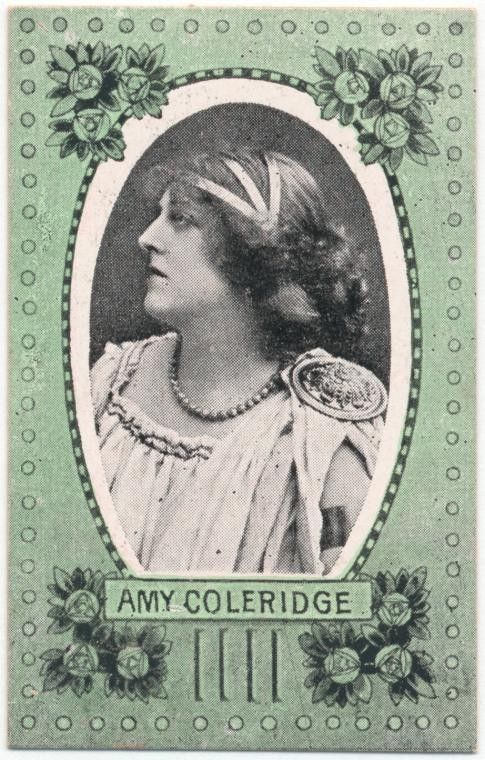
Amy Coleridge, före 1900
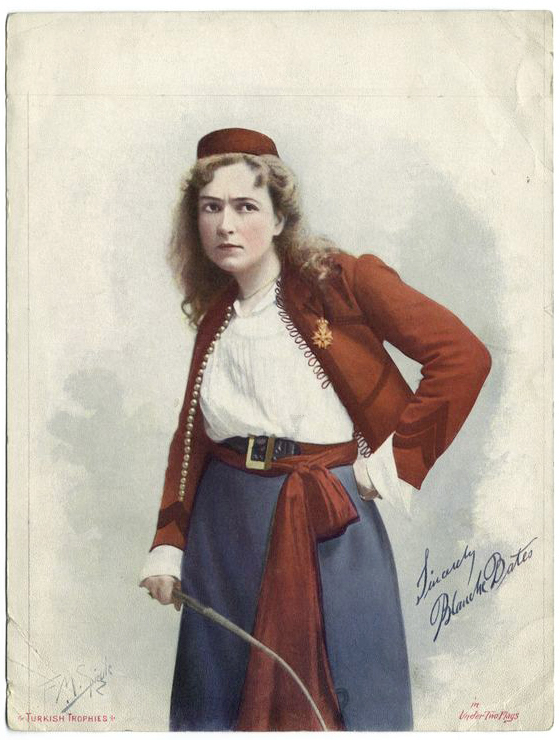
Skådespelaren Blanche Bates, 1901
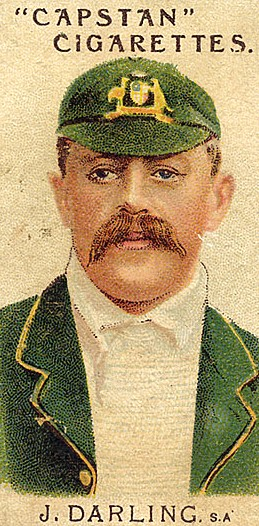
Joe Darling, australisk cricketkapten, tidigt 1900-tal
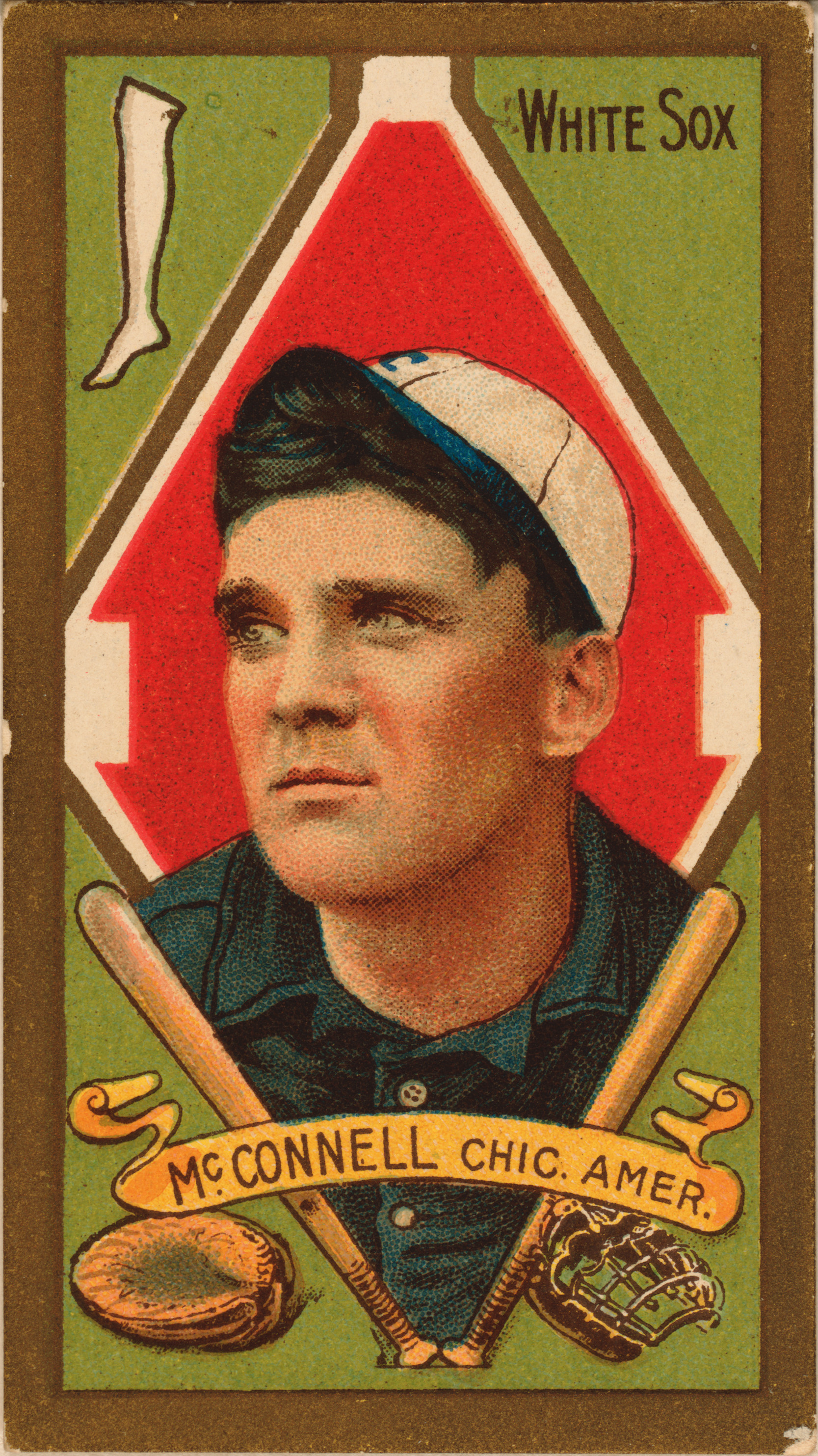
Ambrose McConnell (American Tobacco, 1911)
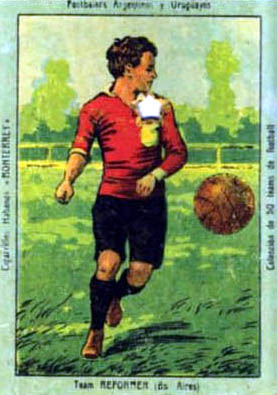
Reformer A.C. från Argentina, Cigarrillos Monterrey, 1911
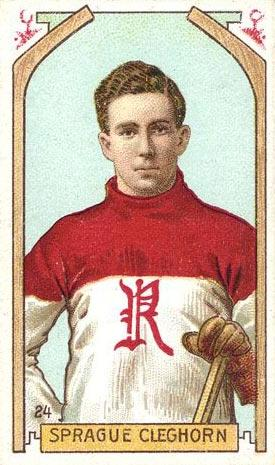
Sprague Cleghorn (Imperial Tobacco, c. 1911–12)
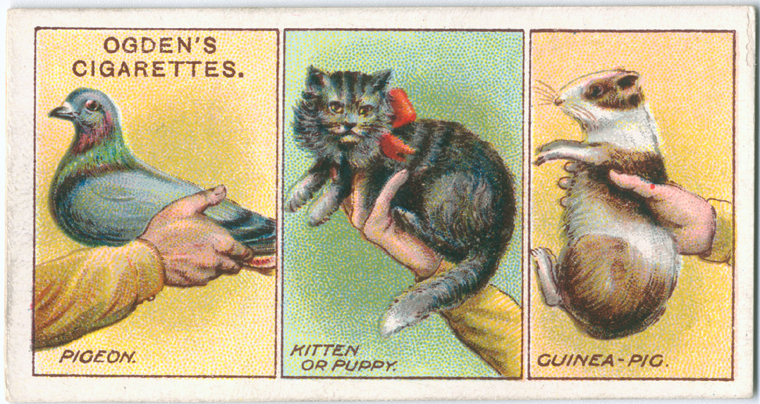
How to Hold Pets (Ogden's Cigarettes 1903–1917)
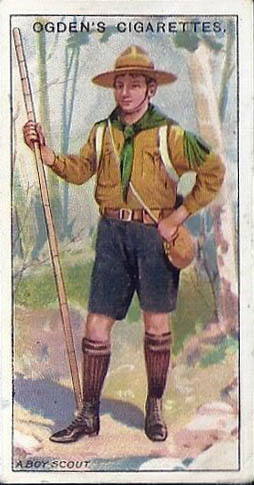
Pojkscout (Ogden's Cigarettes 1903–1917)
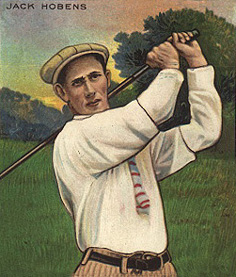
Jack Hobens, 1910 (Mecca cigarettes)
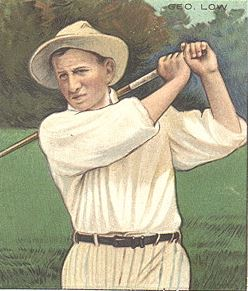
Golfproffset George Low Sr., 1910 (Mecca cigarettes)
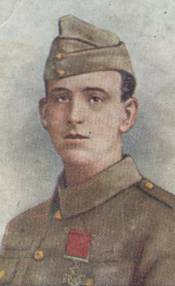
Alexander Stewart Burton, c. 1915 (Gallaher Cigarettes)
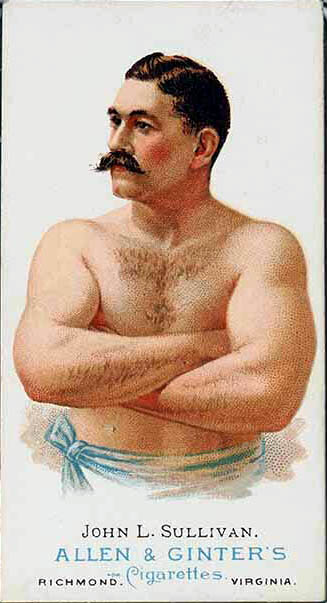
John L. Sullivan (Allen & Ginter's Cigarettes), 1888-1889
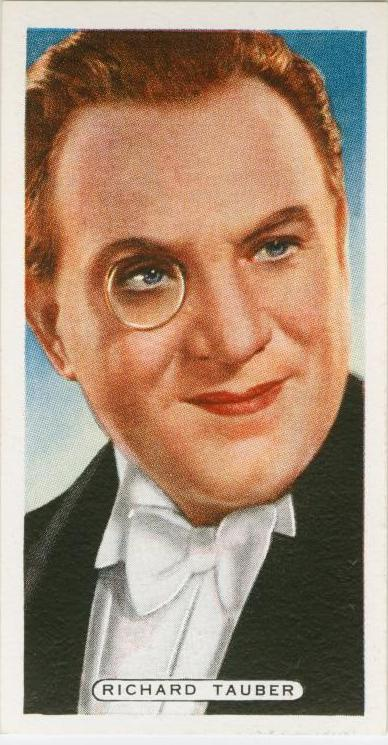
Richard Tauber, Film, stage and radio stars (1932)
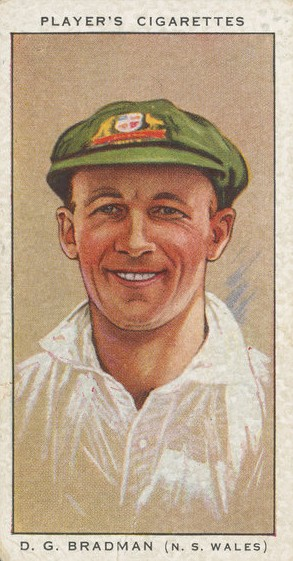
Australiske slagmannen Donald Bradman
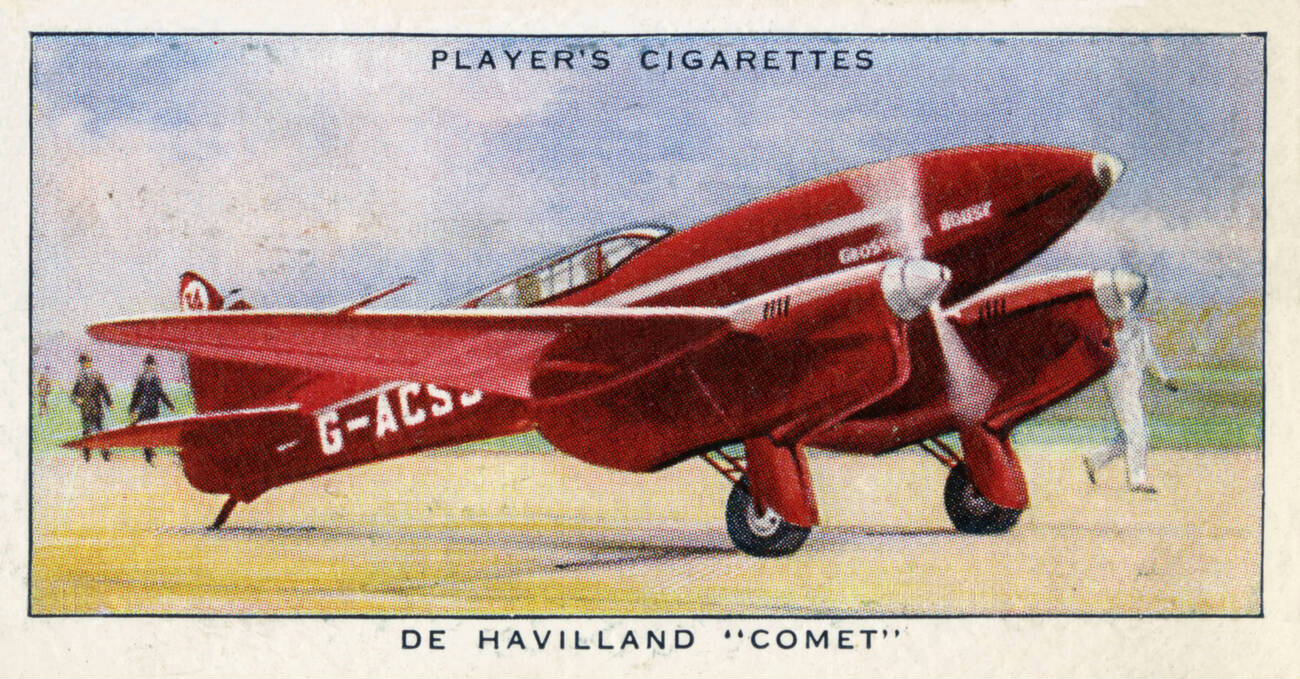
de Havilland Comet (Player's Cigarettes 1935)
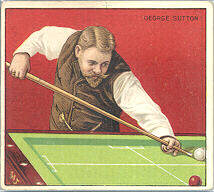
George H. Sutton (Mecca cigarettes)
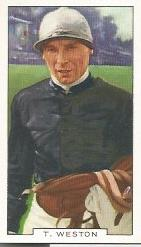
Tommy Weston, Championjockey 1926, av Gallaher Cigarettes 1936
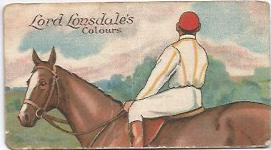
Lord Lonsdale i tävlingsfärger, E & W Anstie 1922
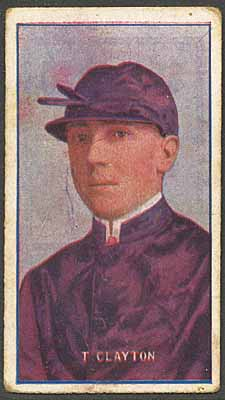
Australiske galoppjockeyn Tom Clayton, 1908